# Stadhuis van Geertruidenberg

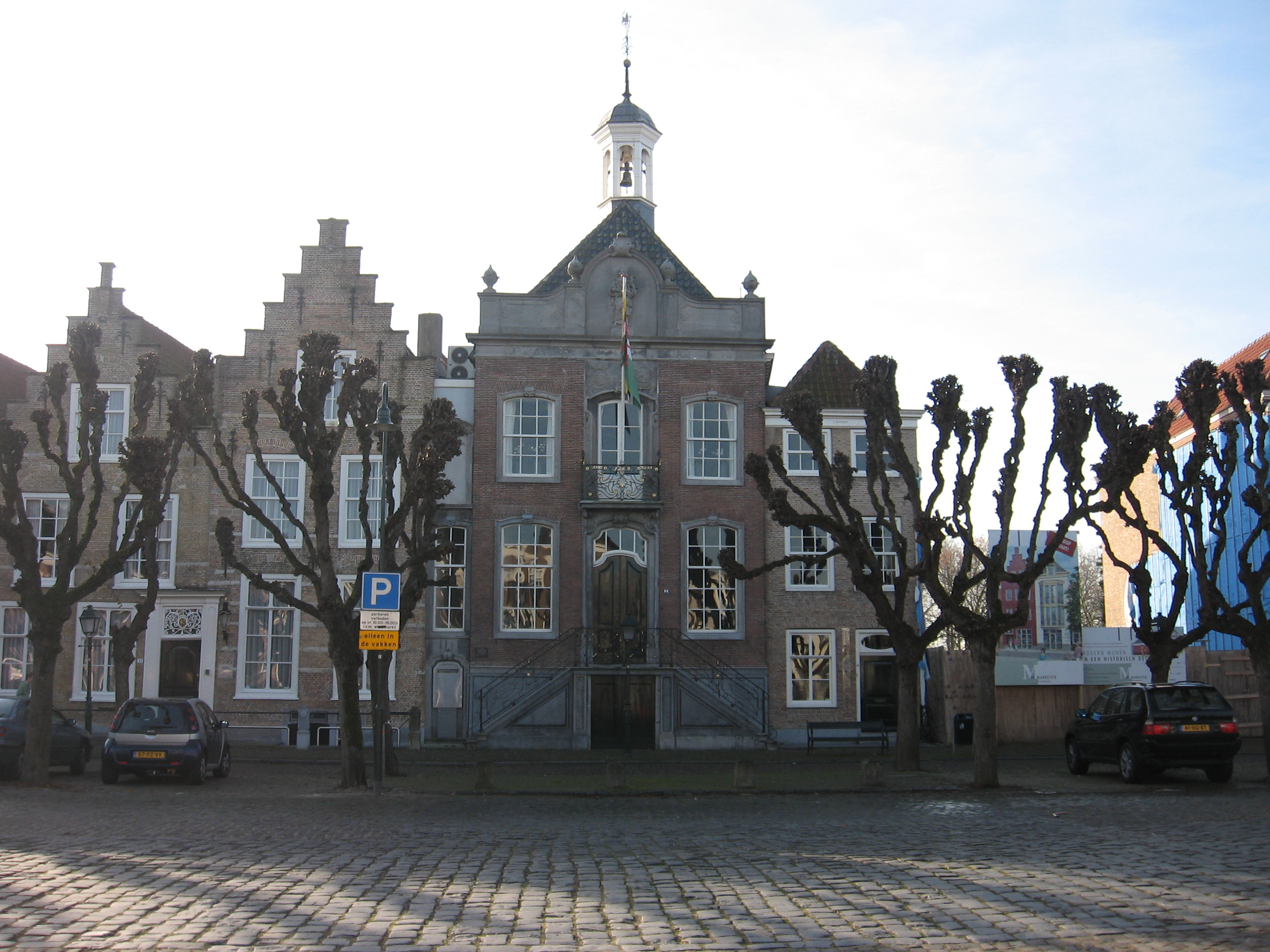
Stadhuis van Geertruidenberg

Het Stadhuis van Geertruidenberg is een 16e-eeuws gebouw aan de Markt 36 in Geertruidenberg.
De kern van dit stadhuis is een laat-14e-eeuws gebouw. Hiervan is de kelder en het tot de eerste verdieping opgaande muurwerk bewaard gebleven. Het werd ingrijpend verbouwd van 1520-1532. Van 1767-1769 werd het opnieuw verbouwd, nu in Lodewijk XV-stijl, naar een ontwerp van Philip Willem Schonck. Het beeldhouwwerk werd verzorgd door Guilliam Carrier. De vensters hebben hardstenen omlijstingen en in de topgevel bevindt zich een attiek, waarin een beeld van Vrouwe Justitia. Aan weerszijden van het middenvenster bevonden zich wapens. Dat van de stad Geertruidenberg bleef behouden, maar dat van de Graven van Nassau werd weggehakt, vermoedelijk in de Franse tijd. Het balkonhek en de balustrade zijn van smeedwerk, respectievelijk uit 1769 en 1791. Het laatste is vervaardigd door Jan Veth.
De dakruiter stamt uit de 16e eeuw, werd vernieuwd in 1772 en later in 1879 naar het oorspronkelijke ontwerp.
Het interieur kent een trouwzaal, de voormalige vierschaar uit 1769, waarin stucversieringen uit 1791 aanwezig zijn, vervaardigd door Peter Carati. Hier bevindt zich een schilderij door Aart van Tongeren uit 1685, voorstellende Vrouwe Justitia en een stadsgezicht. In de hal is een gesneden schouw met beelden van Ratio en Justitia.